# Gymnosporia leptopus
Gymnosporia leptopus är en benvedsväxtart som först beskrevs av Louis René Tulasne, och fick sitt nu gällande namn av Baker. Gymnosporia leptopus ingår i släktet Gymnosporia och familjen Celastraceae. Inga underarter finns listade.